# Anuta
Anuta é uma ilha da província de Temotu, no sudeste das Ilhas Salomão. É uma das menores ilhas habitadas por Polinésios e uma das ilhas periféricas polinésias na Melanésia.
Anuta surge mencionada pela primeira vez em 1791. Circunstâncias políticas e geográficas levaram ao seu isolamento.
De acordo com a tradição oral, Anuta foi colonizada por indivíduos de Tonga e 'Uvea há cerca de 15 gerações. Os locais falam a língua anuta.
Em 2003 foi fortemente atingida pelo ciclone Zoe, tal como as ilhas Fatutaka e Tikopia.